# Károly Weichelt
Károly Weichelt (2 de março de 1906 - 4 de julho de 1971) foi um futebolista romeno que atuava como goleiro. Competiu na Copa do Mundo FIFA de 1934.